# Сон Хак Сон
Сон Хак Сон (кор. 송학성; 2 липня 1979) — південнокорейський боксер, призер Азійських ігор та чемпіонату Азії.

## Боксерська кар'єра
Сон Хак Сон брав участь в міжнародних змаганнях з 1996 року. 2001 року завоював срібну медаль на Східноазійських іграх. На чемпіонаті світу 2003 програв в першому бою. На азійському кваліфікаційному турнірі завоював путівку на Олімпійські ігри 2004.
На Олімпіаді програв в першому бою Абделхамі Кензі (Алжир) — 19-25.
У липні 2005 року на 10-му командному Кубку світу в Москві взяв участь в поєдинках проти збірних Азербайджану та України на попередньому етапі і в обох боях переміг своїх суперників. На чемпіонаті світу 2005 програв в першому бою майбутньому чемпіону Ердосу Жанабергенову (Казахстан).
2006 року на Азійських іграх завоював срібну медаль, програвши у фіналі Джахону Курбанову (Таджикистан).
2007 року Сон Хак Сон став бронзовим призером чемпіонату Азії, програвши у півфіналі Аббосу Атоєву (Узбекистан).
Намагався двічі  на кваліфікаційних турнірах пройти відбір на Олімпійські ігри 2008, але зазнав невдачі.